# Session live

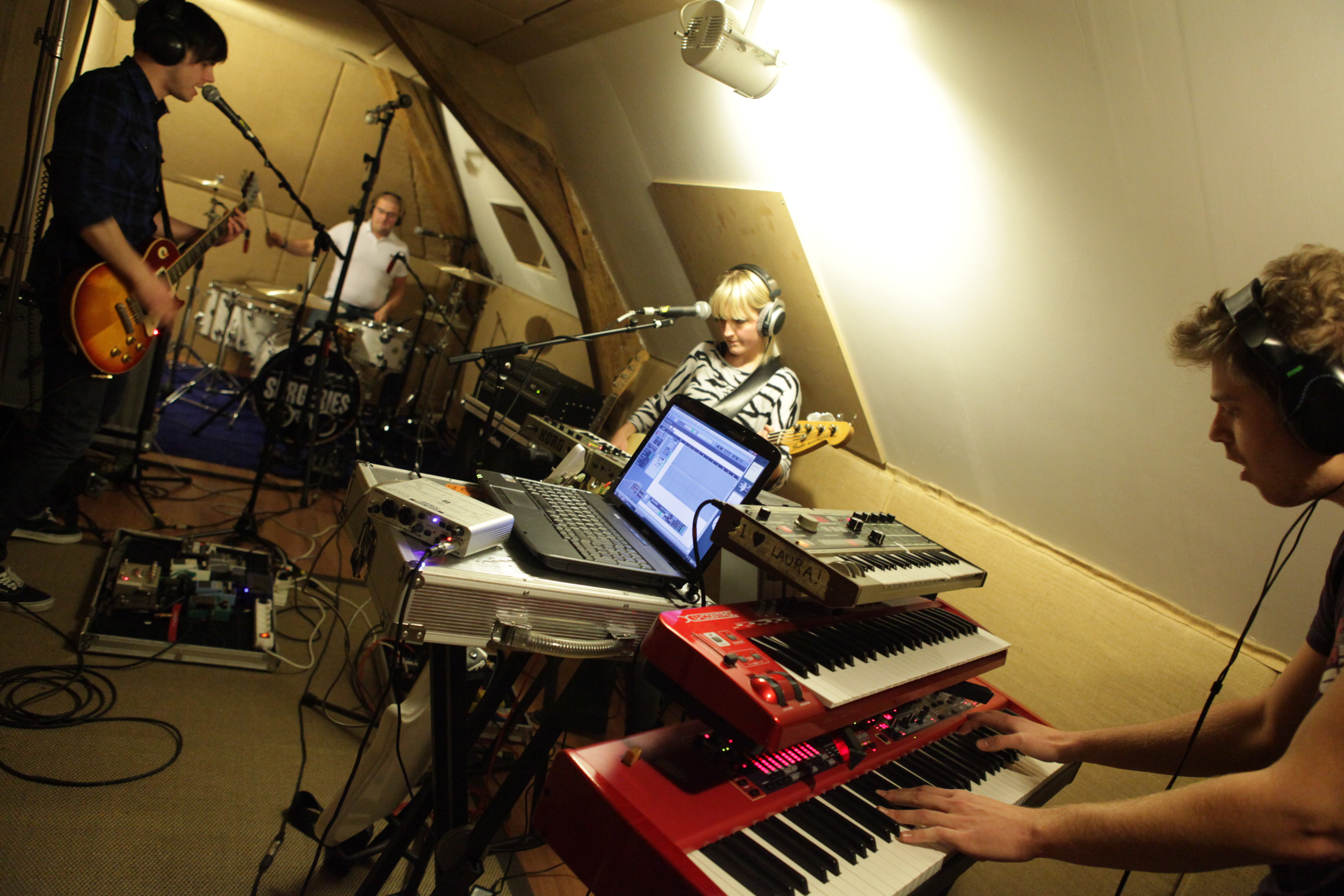
Enregistrement de l'émission Session Live avec le groupe, The Surgeries en décembre 2010

Session Live est une émission de radio française lancée en mai 2010 et diffusée en syndication gratuite à la radio par Session-Prod et le studio d'enregistrement tourangeau Ixtab.

## Présentation
Session-Live est au départ un projet établi courant 2008 afin d'être diffusé sur Radio Campus Tours. Après la rencontre fructueuse et les nombreuses conversations entre Denis l'animateur et le créateur du projet, Lucas Charvet, Lucas McCauley et Benoît Mardelle du studio Ixtab, il a été décidé de monter une coproduction visant la diffusion sur plusieurs radios. Le manque de moyens médiatiques pour les artistes étant important, ils ont voulu fédérer les radios associatives qui, par manque de moyens financiers ne pouvaient pas forcément monter un tel projet musical.
Du côté des artistes, les besoins sont importants sur le point de la médiatisation. Les radios commerciales ne prenant en compte que des artistes vendant des milliers de disques, et certaines radios associatives ne mettant en avant qu'une petite partie des artistes en mal de médiatisation en raison de leurs lignes éditoriales, aussi, un projet tel que Session-Live pallie ce vide. Après de nombreuses conversations avec les radios associatives, treize radios ont accepté de jouer le jeu en mettant sur leur antenne certains artistes n'étant pas nécessairement dans leurs programmations originales. Session-Live permet aux artistes de faire leurs preuves en direct dans une émission de radio pour deux heures de live et de se présenter à travers une interview.
Session Live est écrite et animée par Denis Adam et Léo Potier, qui ont fait leurs premières émissions sur Radio Campus Tours (Tours).
La philosophie du projet est de présenter une émission avec du live amplifié et une qualité de son optimale et ce dans les conditions du direct. Une section vidéo se développe depuis l'été 2011, les vidéos sont hébergées sur dailymotion et YouTube.
L'équipe de l'émission session live est partie à la découverte du festival du Printemps de Bourges 2011 où ils ont réalisé près de quarante interviews sur toute la semaine du festival avec des artistes dont entre autres Winston Mc Anuff, Syncopéra, Under Kontrol.
De janvier 2012 à janvier 2013, l'émission a conclu un partenariat avec la société tourangelle Easysound, basée à Saint-Pierre-des-Corps, qui a accueilli l'équipe et les artistes tous les mois. À terme, les émissions pourront se réaliser en public.

## Diffusion
Session Live est une émission diffusée en syndication. Elle est reprise par un réseau de près de 20 radios partenaires. L'émission dure 120 minutes et est disponible sur internet en podcast sur le site de session live et sur Itunes.
Les radios qui ont diffusé l'émission pour la première saison sont :
- Genérations FM (Château-Renault, Vendôme)
- Balistiq (Châteauroux)
- Radio Résonance (Bourges)
- Radio Campus Tours[4]
- Graffiti Urban Radio (La Roche-sur-Yon - Vendée)
- Radio Campus Brest (Finistère)
- Radio 64 FM (Pau - Pyrénées-Atlantiques)
- webradio la Dissonante (Angers - Maine-et-Loire)
- l'Autre Radio (Mayenne et Haut Anjou - Mayenne)
- Escape Station (Saint-Étienne - Loire)
- C'Rock Radio (Vienne-Isère)
- U Turn Radio (Québec)

Les radios qui diffusent pour la saison 2011/2012 sont :
- Genérations FM (Château-Renault, Vendôme)
- Balistiq (Châteauroux)
- Radio Résonance (Bourges)[5]
- Radio Activ (Amboise et Montlouis-sur-Loire)
- Graffiti Urban Radio (La Roche-sur-Yon - Vendée)
- Radio Campus Brest (Finistère)
- Radio 64 FM (Pau - Pyrénées-Atlantiques)
- webradio la Dissonante (Angers - Maine-et-Loire)
- l'Autre Radio (Mayenne et Haut Anjou - Mayenne)
- Escape Station (Saint-Étienne - Loire)
- C'Rock Radio (Vienne-Isère)
- Rock En Folie (webradio rock)
- Radio Temps (Rodez 12)
- RLM (Bastia)
- Radio Agora (Montmorillon)
- Radio Liberté (Périgord)
- You FM (Belgique)
- U Turn Radio (Québec)
- Noisy Radio (Belgique)[6]

## Les Artistes venus dans Session Live
- Mai 2010 : Dynamophonic (Tours)
- Juin 2010 : Les Volo (Tours)
- Juillet 2010: Strange Habits (USA, Californie)
- Août 2010: Janski Beeeats (Tours)
- Septembre 2010 : Nemoh (Vierzon)
- Octobre 2010: Socks Appeal (Tours)
- Novembre 2010: Luis Francesco Arena (Tours)
- Décembre 2010: The Surgeries (Tours)
- Février 2011 : Burning Heads (Orleans)
- Mars 2011 : Général de Gaulle (Tours)
- Mai 2011 : Syncopéra (Toulouse)
- Juin 2011 : Fumuj (Tours)
- Juillet 2011 : Les Voleurs de Swing (Tours)
- Août 2011 : El Manos (Lille)
- Septembre 2011 : Ben Ricour (Paris)
- Octobre 2011 : Alexis Vacher (Bourges)[7]

Les artistes rencontrés durant les émissions en extérieur : 
- Winston Mc Anuff
- Camille Bazbaz
- Brune
- Sergent Garcia
- Moriarty
- Grupo Compay Segundo[8]

### Source
- Session-Prod, session live, La Nouvelle République du Centre-Ouest, Le Berry Républicain, Les Vrais Indépendants,  Parallèle Mag